# بحيرة نمرود
بُحيرة نمرود (بالتركية: Nemrut Gölü)‏ هي ثاني بُحيرة بُركانية في العالم، تقع في محافظة بدليس جنوب شرقي تركيا، على ارتفاع 2800 متراً عن سطح البحر.